# Irene von Chrysovalantou
 Irene von Chrysovalantou (* 9. Jahrhundert in Kaisareia; † 10. Jahrhundert in Konstantinopel) ist eine kleinasiatische Heilige aus Kappadokien. Sie war Äbtissin des Klosters Chrysovalantou in Konstantinopel. Die Orthodoxe Kirche gedenkt ihrer am 28. Juli.

## Leben

### Geburt und Herkunft
Irene wurde im 9. Jahrhundert als Tochter einer reichen Adelsfamilie in Kappadokien in Kleinasien geboren und verbrachte dort ihre Kindheit. Zu jener Zeit, in der Mitte des 9. Jahrhunderts n. Chr., regierte der Kaiser Theophilos in Konstantinopel, ein fanatischer Bildstürmer. Nach seinem Tod regierte seine Witwe Theodora II. als Regentin für den gemeinsamen, noch unmündigen Sohn Michael III. Die Kaiserin war maßgeblich daran beteiligt, die Bildverehrung in der Ostkirche wiederherzustellen und den Bildsturm zu beenden. Seitdem wird jährlich am ersten Sonntag der Fastenzeit in der orthodoxen Kirche das Fest der Orthodoxie gefeiert.

### Irene als Kandidatin für die Kaisergemahlin
Als Michael III. im Alter von zwölf Jahren mündig wurde, entsandte die Kaiserin Botschafter in alle Provinzen, um ein schönes, tugendhaftes und kultiviertes Mädchen als Ehefrau für ihren Sohn zu finden. Man wählte Irene aus, und sie stimmte der Vermählung zu.
Auf der Reise nach Konstantinopel, beim Berg Olynpos, bat Irene darum, den Heiligen Einsiedler Ioannikos den Großen zu besuchen, um seinen Segen zu erhalten. Die spirituelle Einsicht des Einsiedlers ermöglichte es ihm, die klösterliche Zukunft Irenes vorauszusehen, und er riet ihr, sich in das Frauenkloster Chrysovalantou zu begeben.
In Konstantinopel angekommen, erfuhr Irene, dass der König bereits ein anderes Mädchen zu seiner Braut erwählt hatte. Irene erinnerte sich an die Worte des heiligen Ioannikos des Großen und besuchte das Frauenkloster von Chrysovalantou. Beeindruckt von den Nonnen und ihrer Lebensweise, verteilte Irene ihr Vermögen an die Armen, legte alle Vorzüge des weltlichen Lebens ab und trat als Novizin – später als Nonne – in das Kloster von Chrysovalantou ein.

### Leben als Nonne
Mit großer Demut und Gehorsam verrichtete die Heilige Irene selbst die niedrigsten Arbeiten und wurde rasch für ihre Bescheidenheit bewundert. Schon im ersten Jahr gewährte ihr die Äbtissin die Erlaubnis zum nächtlichen Stehgebet. Kurz vor ihrem Tod bestimmte sie Irene als ihre Nachfolgerin als Äbtissin des Klosters. Ihre Entscheidung wurde vom Patriarchen bestätigt. Irene entschlief am 28. Juli im Alter von über 100 Jahren.

## Gebete

### Troparion (5. Ton)
Nicht ein zeitliches Reich auf Erden hast du erhalten, sondern Christus, dein anmutigster Bräutigam, gewährte dir himmlische Kronen; denn du hast dich selbst mit deiner ganzen Seele Ihm hingegeben, o Irene, unsere gerechte Mutter, du Ruhm von Chrysovalantou und unsere mächtige Hilfe.

### Kondakion (3. Ton)
Du hast die ganze Welt mit ihrer unbeständigen Herrlichkeit hinter dich gelassen und warst unsterblich und heilig Christus, dem König vermählt, indem du Ihn als kostbare Mitgift deine Jungfräulichkeit geschenkt und deine Schätze durch Enthaltsamkeit gegenüber Dämonen gewonnen hast. O Irene, unsere gerechte Mutter, bitte deinen Bräutigam, uns Seine Barmherzigkeit zu zeigen.

## Legenden

### Die neigenden Zypressen
Irene widmete sich in strenger Askese dem ununterbrochenen Lobpreis Gottes. Die Heilige blieb vielfach nachts wach, um im Kirchhof unter freiem Himmel zu beten. Einmal erblickte eine Mitschwester Irene betend und die im Hof stehende Zypressen sich der Heiligen zuneigend, bis diese ihr Gebet beendet hat. (Die Nonne wird im Hintergrund dargestellt) Die beobachtende Nonne band Seidengewebe an die geneigten Kronen der Zypressen um das Wunder den Mitschwestern des Klosters zu beweisen.

### Die Äpfel aus dem Paradies
Eines Tages kam ein Seemann von der Insel Patmos (wo Johannes der Evangelist die Offenbarung verfasste) in das Kloster. Er berichtete, er sei vor Patmos von einem alten Mann aufgehalten worden, der sich als der heilige Johannes selbst zu erkennen gegeben und ihm drei Äpfel aus dem Paradies übergeben habe. Der Seemann solle diese Äpfel der Äbtissin Irene im Kloster Chrysovalantou bringen.
Zur Erinnerung an dieses Wunder werden am Festtag der hl. Irene Chrysovalantou Äpfel geweiht und an die Gläubigen verteilt.

### Der Engel
Der Engel in der Ikone erinnert an die Begebenheit, als Irene sich wünschte, durch göttliche Gnade heimliche Handlungen ihrer Mitschwestern zu erkennen, um Fehltritte zu berichtigen und Tugend zu fördern. In intensivem Gebet erschien ihr daraufhin ein strahlender Engel, der ihr zusicherte, fortan im Auftrag des Herrn verborgenes Tun offenbaren zu dürfen.
Von diesem Zeitpunkt an offenbarte der Engel ihr regelmäßig verborgene Handlungen sowohl ihrer Mitschwestern als auch anderer Personen. Nach dem morgendlichen Lobgesang lud sie jede Schwester einzeln ins Diakonikon ein, wies behutsam auf ihre inneren Regungen und verborgene Gedanken hin und veranlasste sie so zur Beichte und zur Besserung.
Durch diese offenbar übernatürliche Erkenntnisfähigkeit gewannen ihre Mitschwestern große Achtung vor Irene und betrachteten sie fortan als von besonderer geistlicher Begabung.

## Ikonografie
Dargestellt wird Irene als Nonne mit Äpfeln in der Hand und mit einer Zypresse, die sich vor ihr neigt. Die Äpfel beziehen sich auf eine Legende, nach der Frauen, die von einem Apfel im Klostergarten der Hl. Irene gegessen haben, der Wunsch, schwanger zu werden, erfüllt wird, und eine Zypresse hat sich nach der Legende vor der betenden Äbtissen verneigt.